# Hrabstwo Montgomery (Arkansas)

Piramida wieku hrabstwa

Hrabstwo Montgomery – hrabstwo w USA, w stanie Arkansas. Według danych z 2010 roku, hrabstwo zamieszkiwało 9487 osób. Hrabstwo należy do nielicznych hrabstw w Stanach Zjednoczonych należących do tzw. dry county, czyli hrabstw gdzie decyzją lokalnych władz obowiązuje całkowita prohibicja.

## Miejscowości
- Black Springs
- Mount Ida
- Norman
- Oden